# Cheumán
Cheumán es una sub-comisaría del municipio de Mérida en el estado de Yucatán, al sureste de México.

## Toponimia
El nombre (Cheumán) significa en maya yucateco lugar donde se compra.

## Localización
Cheumán se localiza a 15 kilómetros del centro de la ciudad de Mérida.

## Hechos históricos
- En 1853 era un rancho y fue adquirido junto con Balché, Ulilá y San Antonio Yaxché, por Augusto Luis Peón, por Manuel José Peón y Maldonado.[6]

## Importancia histórica
Tuvo su esplendor durante la época del auge henequenero y emitió fichas de hacienda las cuales por su diseño son de interés para los numismáticos. Dichas fichas acreditan la hacienda como propiedad de A.L. Peón.

## Demografía
Según el censo de 2005 realizado por el INEGI, la población de la localidad era de 197 habitantes, de los cuales 103 eran hombres y  94 eran mujeres.
| 170                         | 169 | 181 | 164 | 160 | 257 | 250 | 295 | 195 | 164 | 216 | 187 | 197 |
| (Fuente: INEGI [Consultar]) |     |     |     |     |     |     |     |     |     |     |     |     |

## Galería

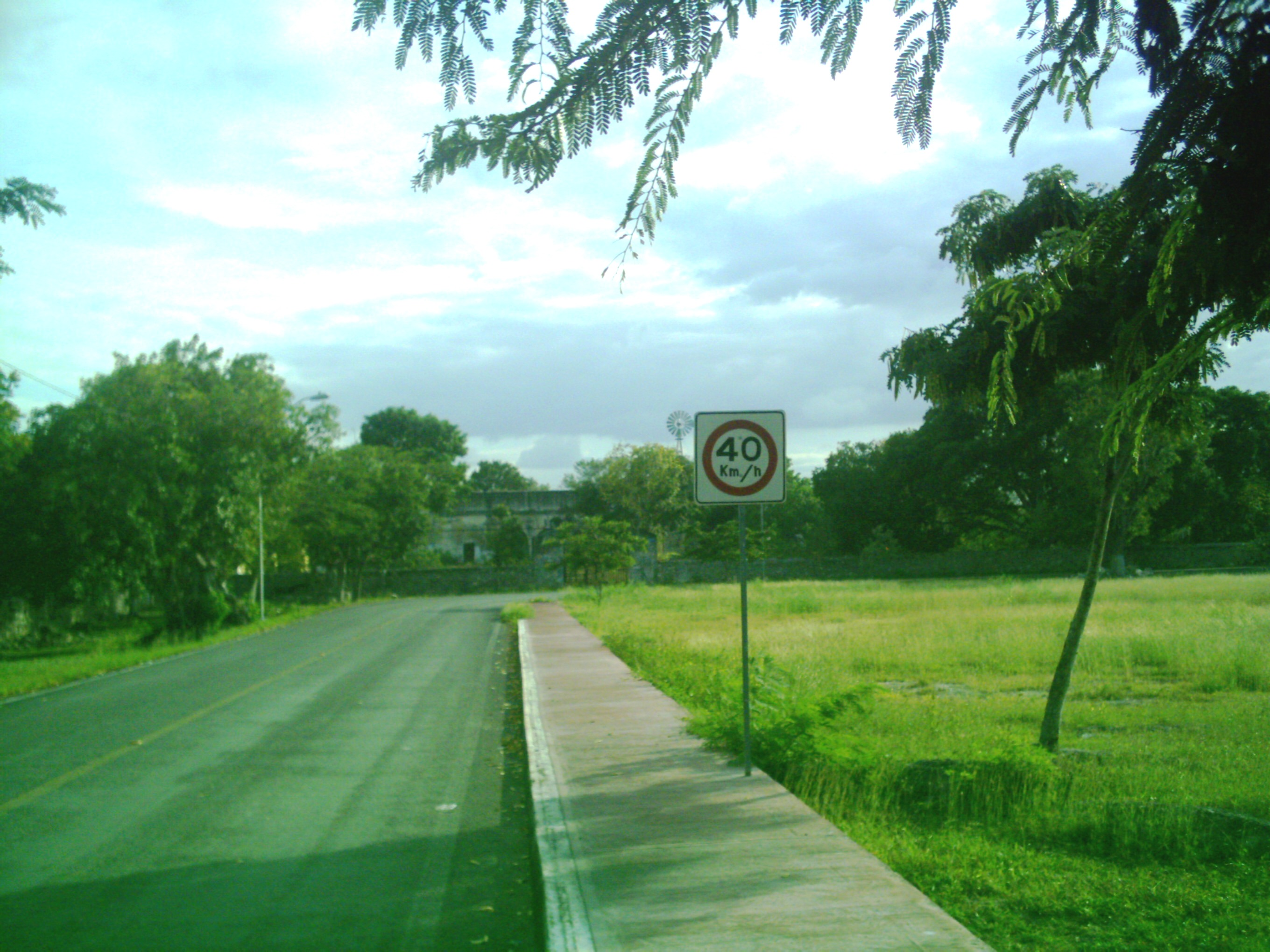
Parque principal de Cheumán.
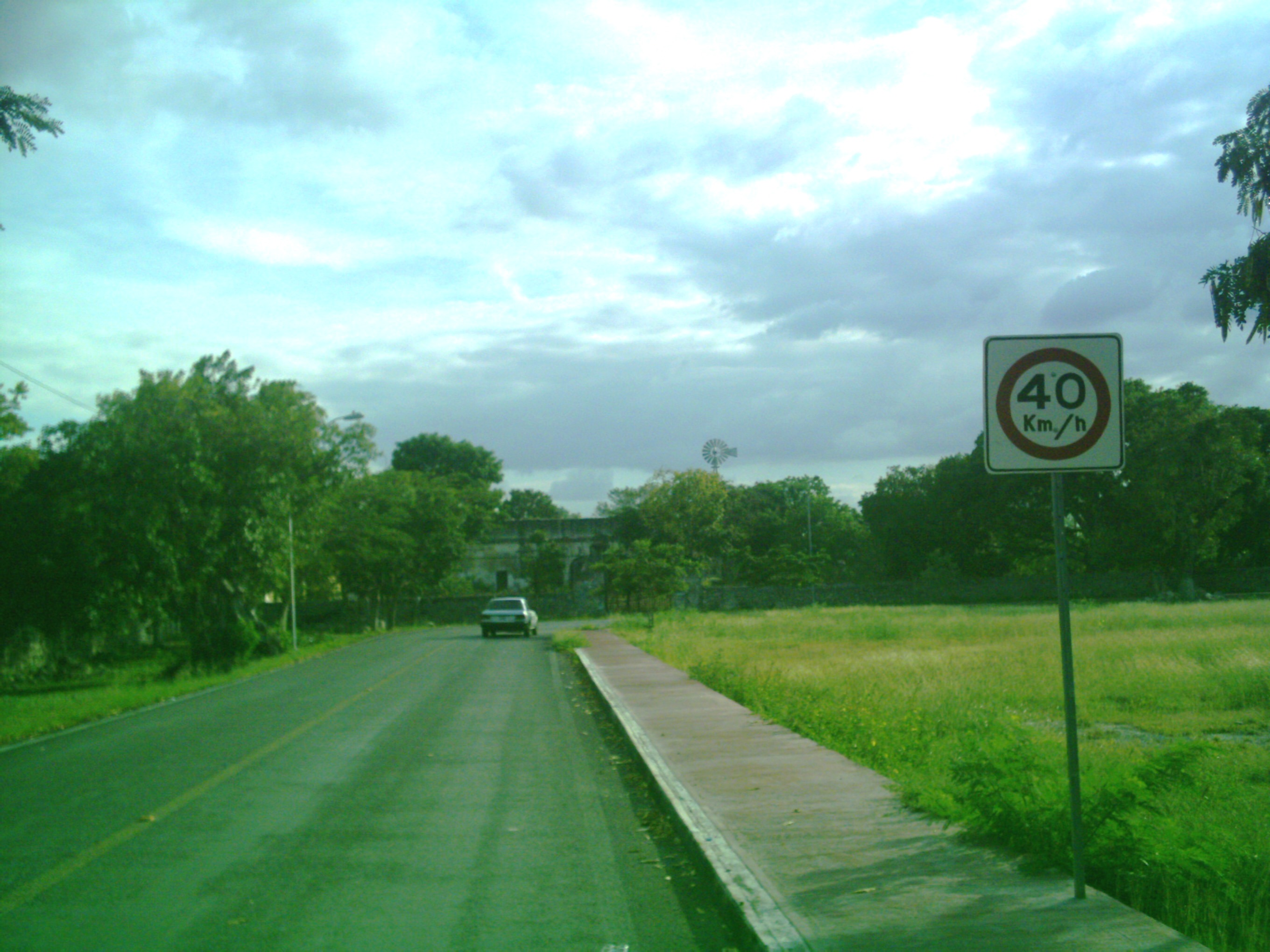
Parque principal de Cheumán.
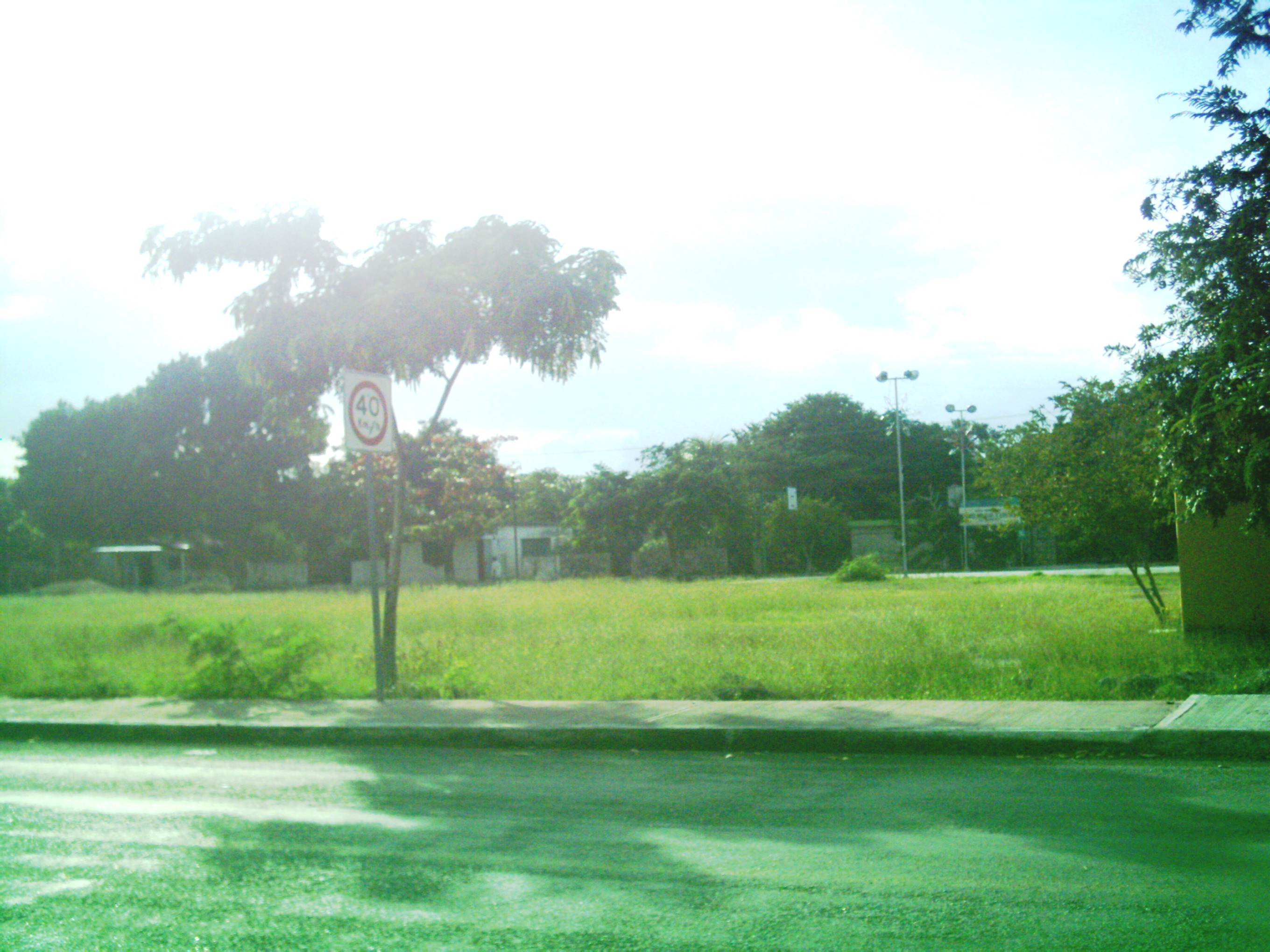
Parque principal de Cheumán.
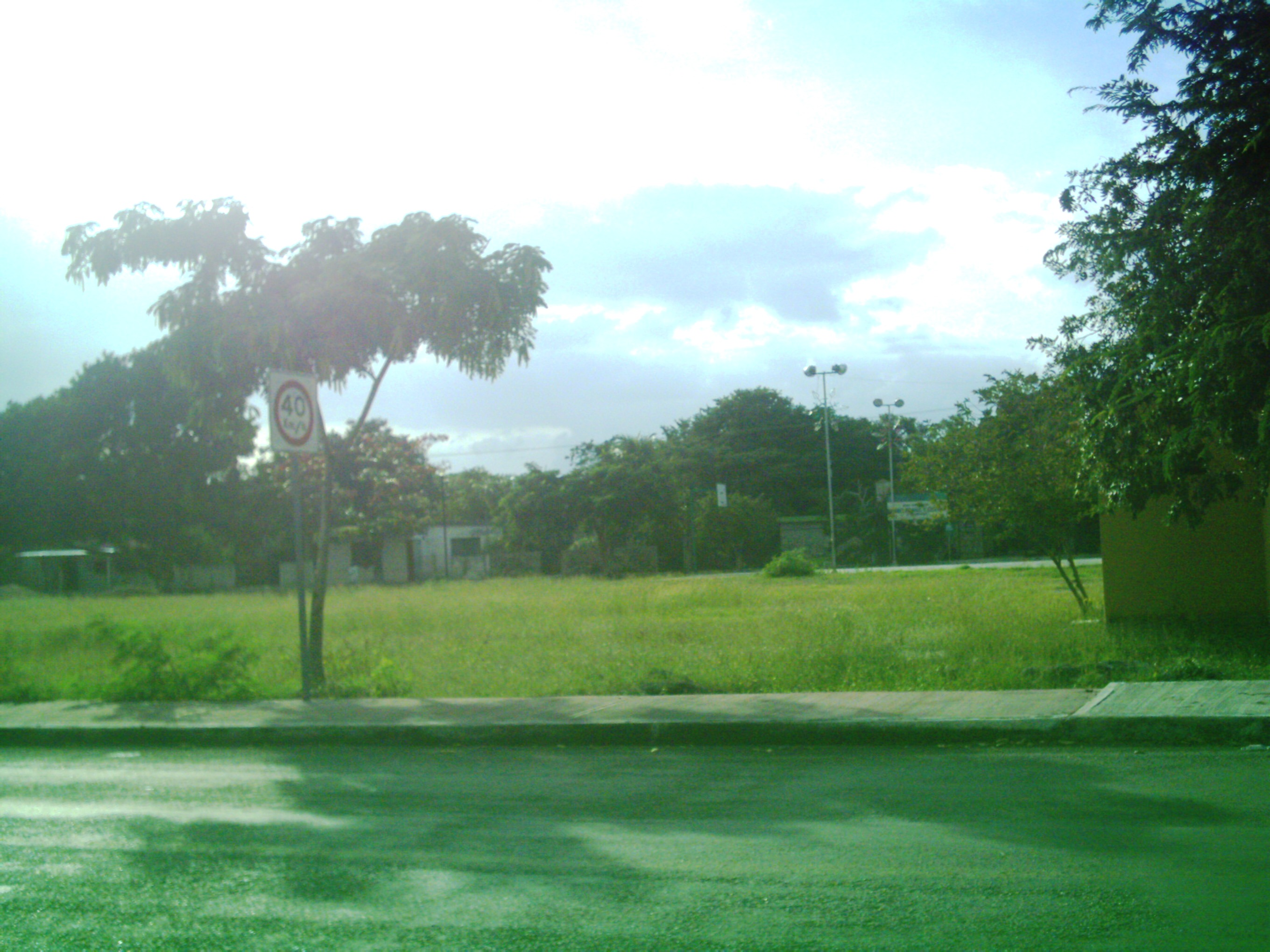
Parque principal de Cheumán.
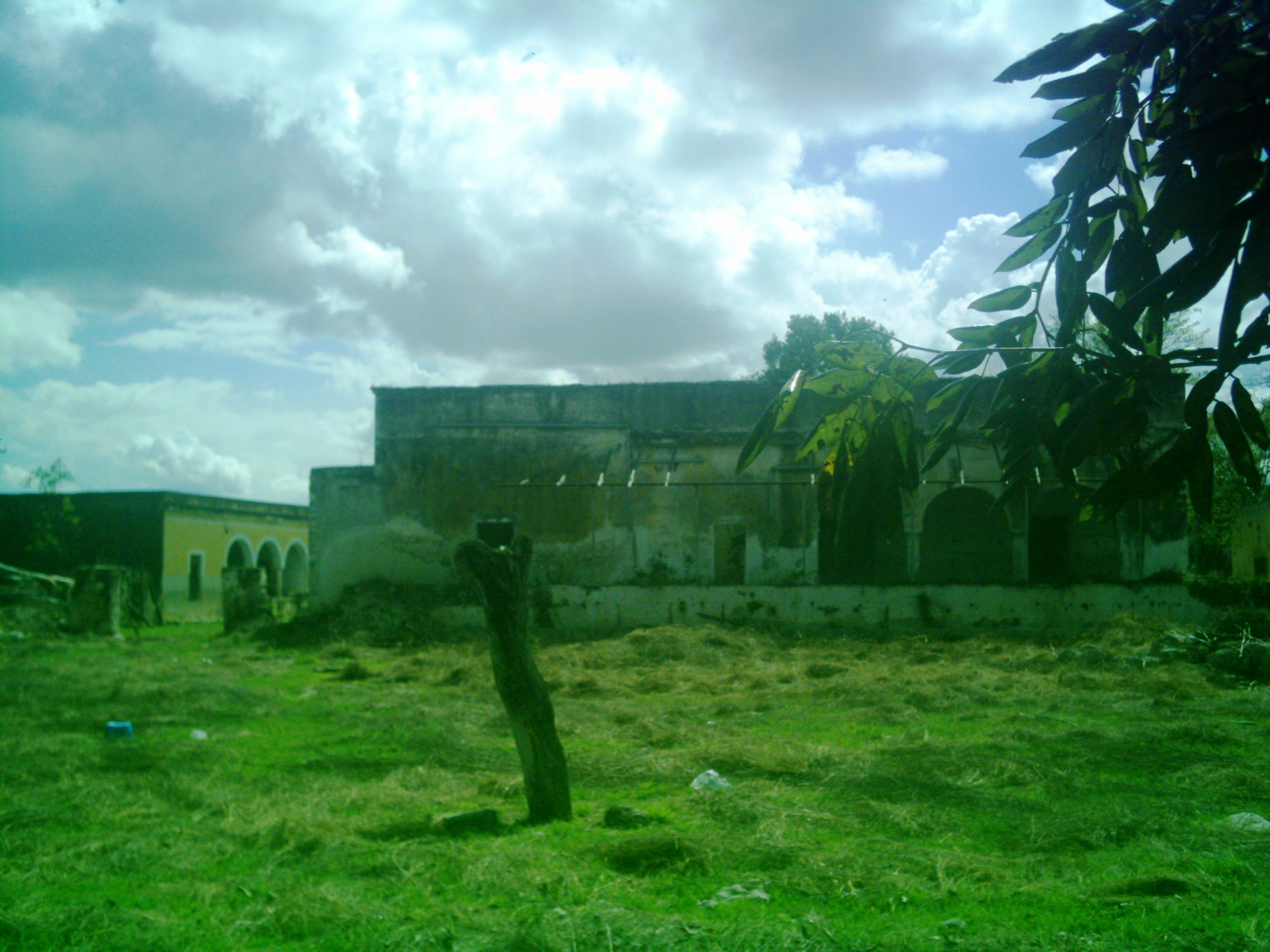
Vista de la hacienda Cheumán.
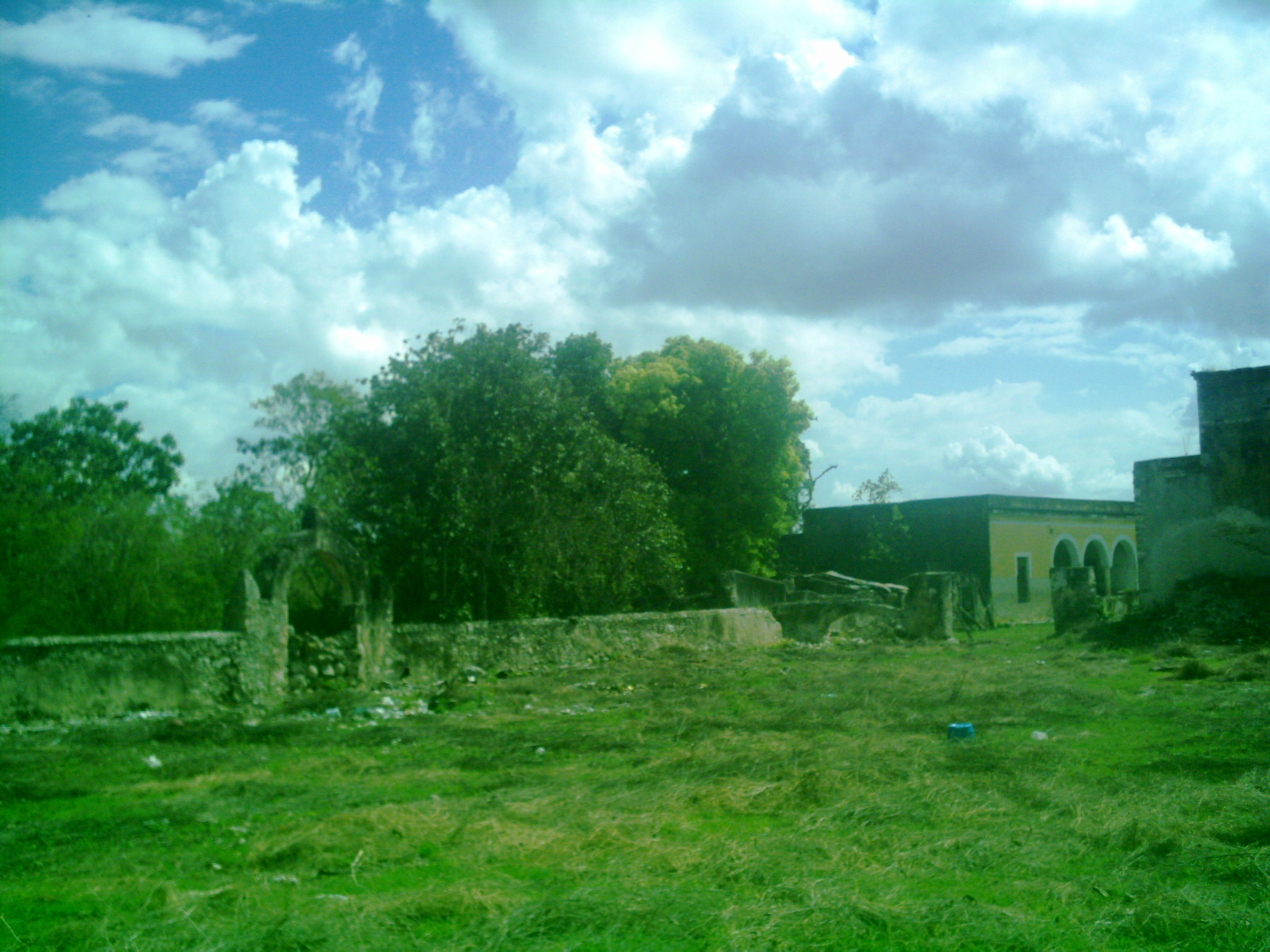
Vista de la hacienda Cheumán.
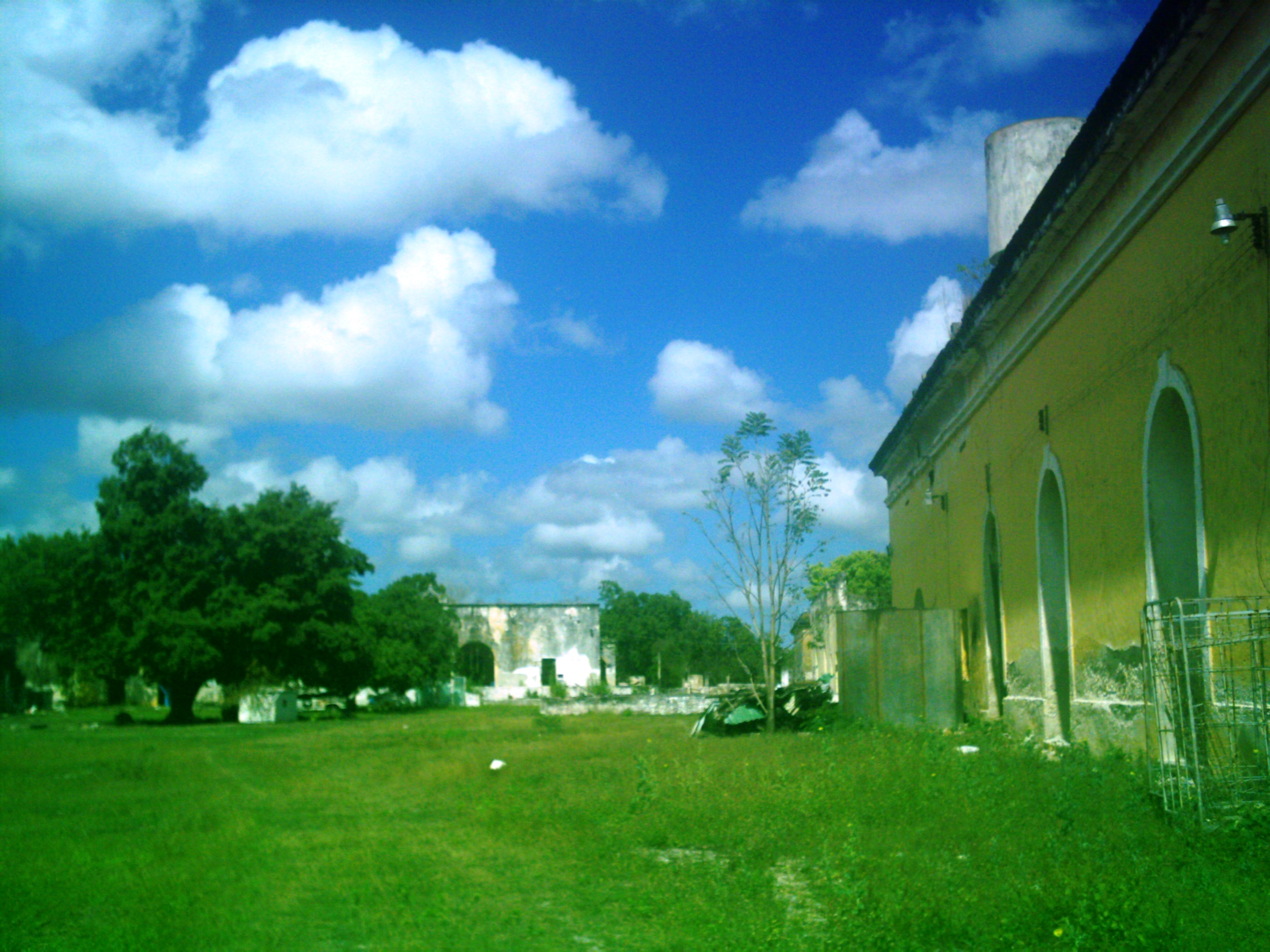
Vista de la hacienda Cheumán.
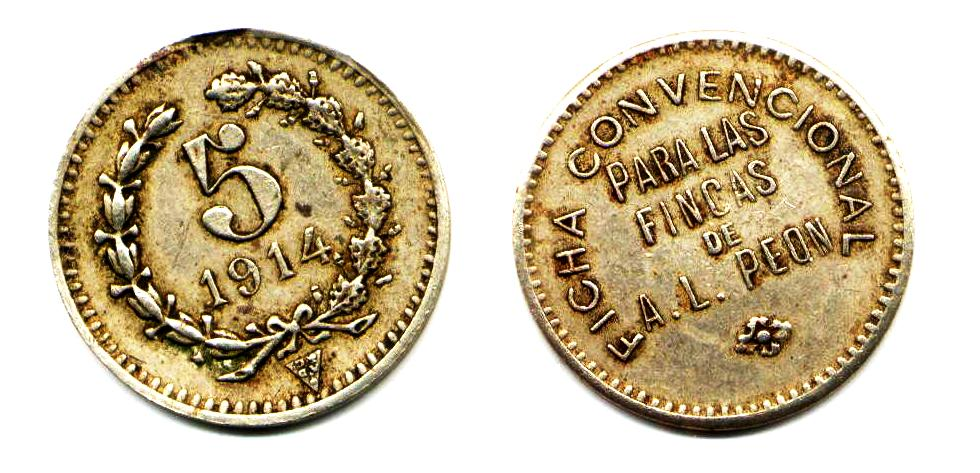
Ficha de pago por $ 0.05.
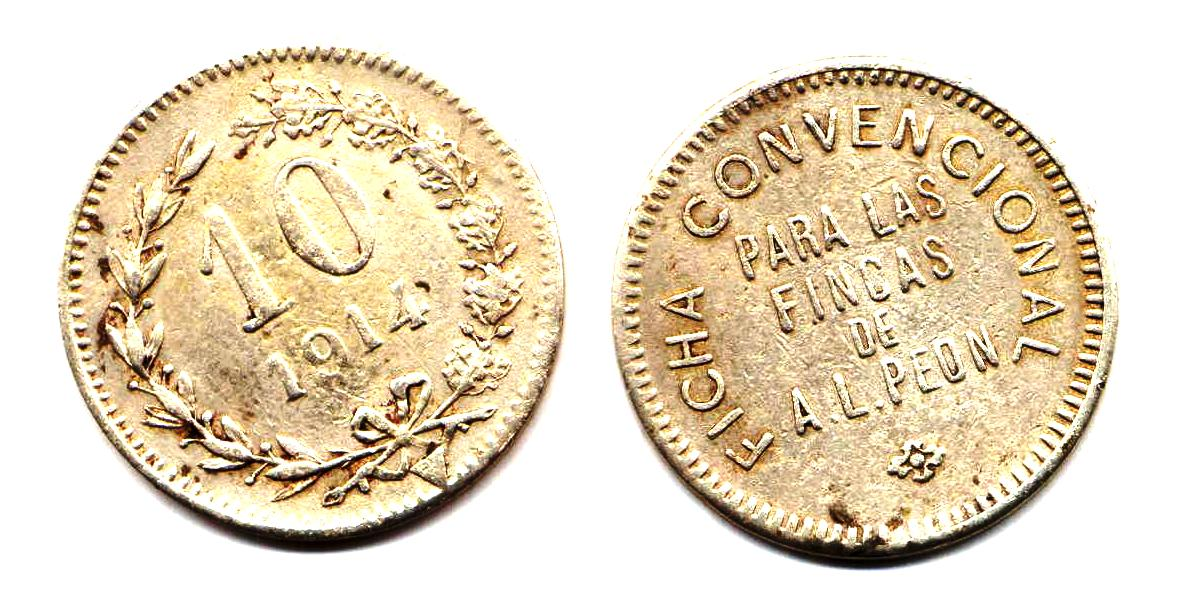
Ficha de pago por $ 0.10.
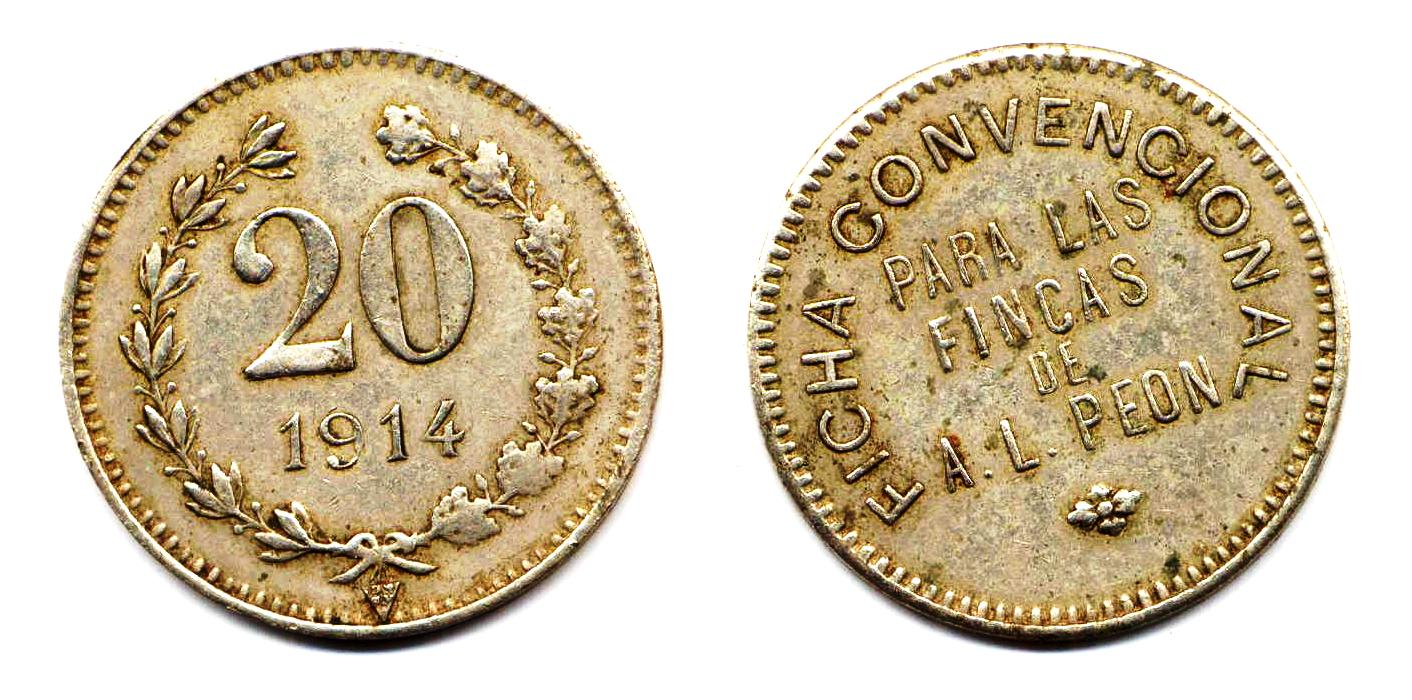
Ficha de pago por $ 0.20.
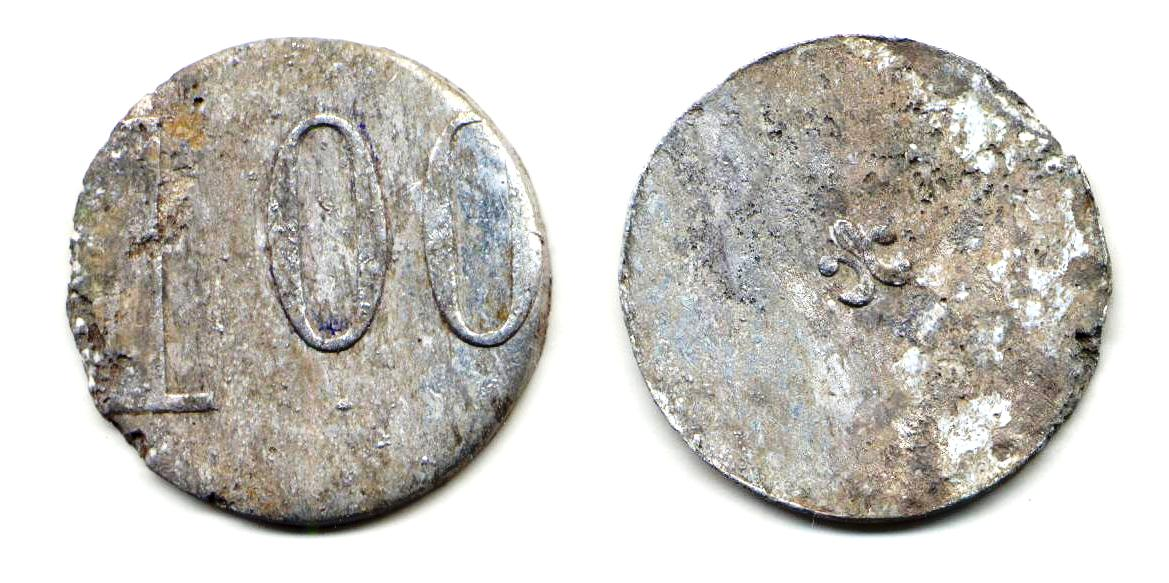
Ficha de pago por $ 1.00.